# Campanar (distrito)
Campanar es el nombre que recibe el distrito número 4 de la ciudad de Valencia (España). Este territorio se anexionó a Valencia en 1897 al absorber el municipio de Campanar. Su origen se encuentra en un grupo de alquerías musulmanas del siglo XIII, que Jaime I recuperó tras conquistar Valencia. Su población censada en 2023 era de 39.846 habitantes, según el Ayuntamiento de Valencia.

## Toponimia
El distrito de Campanar recibe el mismo nombre que uno de sus barrios. En cuanto al origen del nombre de Campanar se pueden apreciar diversas teorías, en concreto tres. La primera de ellas es la más extendida, y es aquella que procede de campo ("camp" en valenciano) ya que por aquel entonces, se diría "anar al camp" o "camp anar" (que en castellano viene a decir: ir al campo). Por otro lado, otra de las teorías es en la que se dice que Campanar viene de "campamento". La última de las especulaciones es en la que de acuerdo con el Llibre del Repartiment de València (Libro del Repartimiento de Valencia) se nombra al barrio de Campanar como "Campanar" o "Campanario", y no como "campo", por tanto aunque no haya escritos que dejen constancia de la existencia de un campanario, el gentilicio correcto seria "campanero/a" y no "campero/a". Por lo que al contar con todas estas hipótesis no se puede certificar cual es el origen de Campanar. 

## Subdivisión y población
El distrito 4 de Valencia está formado por cuatro barrios: Campanar, Les Tendetes, El Calvari y Sant Pau.
Campanar: se corresponde con el centro histórico del distrito. De 1836 a 1897 fue un municipio independiente. En 2023 contaba con 11.595 habitantes. 
Les Tendetes (Las Tiendecitas en castellano): fue un antiguo caserío, el cual se anexiono a Campanar en 1897. Su nombre proviene de la gran cantidad de tabernas y tiendas existentes en él, donde acudían los valencianos los días festivos. En 2023 contaba con 5362 habitantes. 
El Calvari (El Calvario en castellano): se trata de uno de los barrios de menor extensión del municipio. En este barrio convergen las avenidas de Burjasot, Campanar y General Avilés. Su nombre proviene del antiguo calvario de Campanar, situado entre dicha población y Benicalap. En 2023 contaba con 4984 habitantes. 
Sant Pau (San Pablo en castellano): se trata de una antigua partida rural de Campanar que entró a formar parte de la ciudad de Valencia en 1897. Actualmente, cuenta con una zona urbanizada la cual se conoce popularmente como "Nou Campanar". Su nombre se debe al desaparecido "Molino de San Pablo" el cual se encontraba en el oeste del casco urbano de Campanar, junto al actual Hospital 9 de octubre. Este molino pagaba sus tributos al convento y colegio jesuita de San Pablo, en la calle de Xátiva de la ciudad de Valencia. En 2023 contaba con 17.905 habitantes. 
| 1991   | 1996   | 2001   | 2013   | 2014   | 2015   | 2016   | 2017   | 2018   | 2019   | 2020   | 2021   | 2022   | 2023   |
| ------ | ------ | ------ | ------ | ------ | ------ | ------ | ------ | ------ | ------ | ------ | ------ | ------ | ------ |
| 31.178 | 30.220 | 28.967 | 36.807 | 36.889 | 37.084 | 37.084 | 37.774 | 38.164 | 38.338 | 38.736 | 38.674 | 39.164 | 39.846 |

Fuente: Padrón Municipal de Habitantes. 
|         | Total  | 0-15  | 16-64  | 65 o más |
| ------- | ------ | ----- | ------ | -------- |
| Total   | 39.846 | 6.383 | 24.698 | 8.765    |
| Hombres | 18.826 | 3.217 | 11.920 | 3.689    |
| Mujeres | 21.020 | 3.166 | 12.778 | 5.076    |

Fuente: Padrón Municipal de Habitantes. 01/01/2023 

## Geografía física
El distrito de Campanar está situado al noroeste de la ciudad, limitado por el viejo cauce del río Turia, al sureste, por los distritos de Benicalap y La Zaidía al noreste, los pueblos de Mislata, Cuart de Poblet y Paterna por el suroeste y els poblats de l`Oest por el noroeste.
|                                           | Norte: Poblados del Oeste y Benicalap    |                 |
| ----------------------------------------- | ---------------------------------------- | --------------- |
| Oeste: Paterna, Mislata y Cuart de Poblet |                                          | Este: La Zaidía |
|                                           | Sur: Ciutat Vella, Extramurs y Olivereta |                 |

## Historia

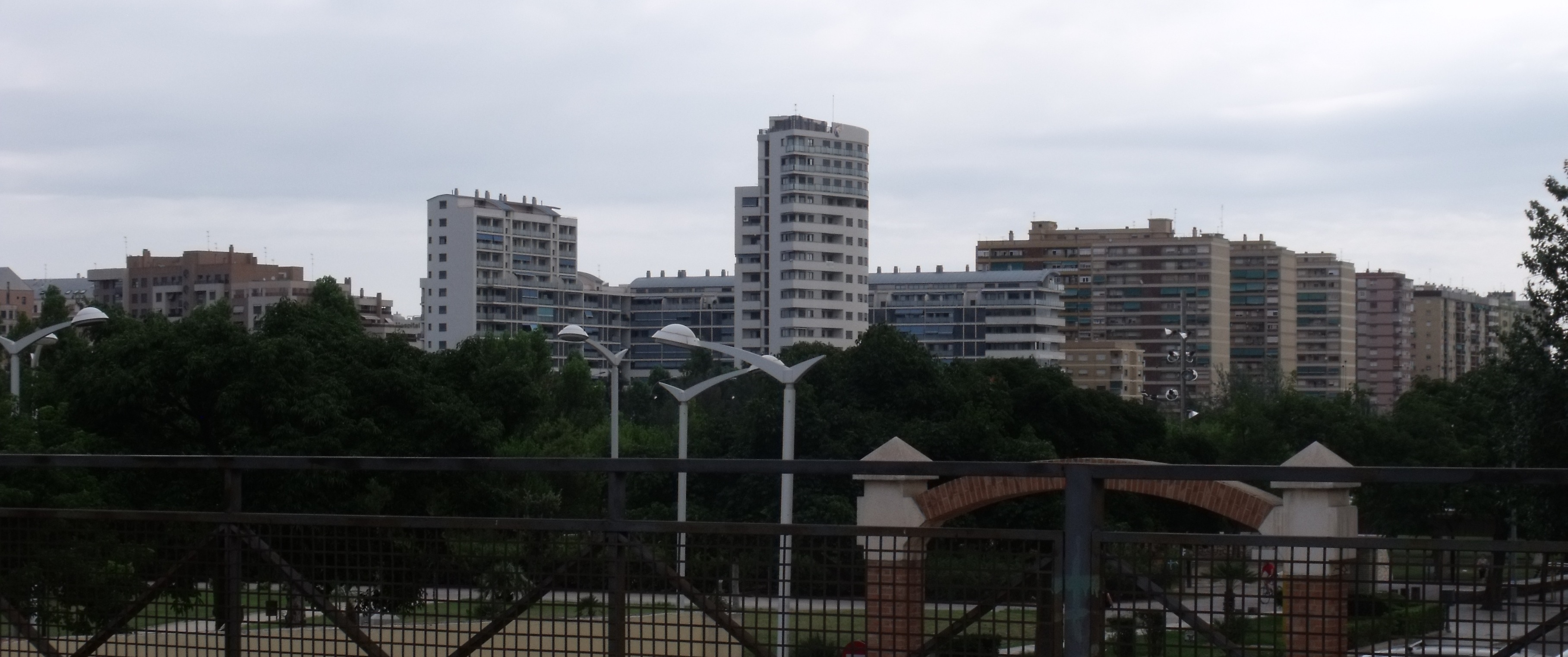
Vista del sudoeste del Distrito de Campanar desde la orilla opuesta del río Turia.

Campanar es el cuarto de los diecinueve distritos en que se divide actualmente Valencia. Se sitúa al noroeste de la ciudad y está compuesta por cuatro barrios: Sant Pau, El Calvari, Les Tendetes y el recientemente mencionado Campanar; constituye el centro histórico del distrito y donde se asienta el que en su día fue un municipio independiente. Campanar se anexionó a Valencia en 1897, dando paso así, a convertirse en un solo territorio.
Su origen está en una serie de alquerías islámicas dispersas que en 1242 Jaime I entregó a Gaspar de Espalangas o Despallargues al finalizar la conquista de Valencia en los tiempos de Balansiya, quien configuró un pequeño núcleo de población  entre las acequias de Rascaña y Mestalla.  Estas alquerías habían pertenecido eclesiásticamente a la iglesia valenciana de Santa Catalina Mártir hasta 1507, erigiéndose este año en parroquia la capilla de Nuestra Señora de la Misericordia. Sin embargo en 1596 se encontró una imagen de la Virgen y la parroquia pasó a denominarse de la Virgen de Campanar. 
El hecho de que en él se haya conservado buena parte de la estructura viaria y de las viviendas, se le añade un plus de calidad y autenticidad a la zona. La vida es serena y sigue transcurriendo a una escala humana de particulares valores tradicionales a pesar de los diversos atentados patrimoniales cometidos en los últimos años.
No obstante, los cambios que el tiempo ha traído consigo a la ciudad de Valencia, se han dejado sentir con fuerza en los barrios. La ciudad fue comiéndose el terreno agrícola que rodeaba a Campanar, además de modificar a la antigua población de nuevas construcciones y arquitecturas modernistas en conjunción con las antiguas casas y alquerías, algunas de ellas ya desaparecidas.
El 22 de febrero de 2024 ocurrió un incendio en el barrio de Campanar, el cual es considerado el peor registrado de la ciudad. Tuvo lugar en un complejo residencial de 138 viviendas, hogar de alrededor de 450 personas, ubicado entre las calles General Avilés y Mestre Rodrigo. El revestimiento del edificio compuesto de aluminio y lana de roca, construido durante la burbuja inmobiliaria, sumado a las condiciones meteorológicas adversas hicieron que el edificio prendiera en tiempo récord, dejando imágenes conmovedoras. El balance del incidente fue de 10 fallecidos y 15 heridos. 
Bibliografía: Recopilación de las familias de Campanar.

### Campanar como municipio independiente
Hasta el siglo XIX, la población había ido creciendo con mucha lentitud, sin embargo, el aumento de población que se produjo a lo largo de este siglo y la presión vecinal del conjunto de los nuevos pobladores acabó provocando la constitución de Campanar como municipio independiente. La Diputación provincial de Valencia aprobó la constitución de su Ayuntamiento el 7 de noviembre de 1837. En sus 61 años como pueblo llegó a tener hasta 42 alcaldes lo que demostró la gran fragilidad de Campanar como municipio que finalmente se incorporaría de nuevo a la ciudad de Valencia. Este suceso tuvo lugar en 1897, cuando Campanar contaba con 2.150 habitantes. En el diccionario de Madoz (1845-1850) se encuentra la siguiente descripción: 

CAMPANAR: lugar con ayunt[amiento] de la prov[incia] [...] de Valencia (1/4 leg[ua]). Sit[uado] en la ribera izq[uierda] del r[ío] Turia, al NO. y en la huera de aquella c[iudad] [...] Tiene unas 300 casas de regular construcción, entre las que se ven algunas barracas, y la plaza Mayor rodeada de hermosos cipreses; una escuela de niños [...] otra de niñas [...] y una igl[esia] parr[oquial] (Ntra. Sra. de la Misericordia) [...] En otro tiempo fue una capilla aneja de la parr[oquia] de Sta. Catalina de la c[iudad] de Valencia, pero en 1507 se separó de su matriz. En esta igl[esia] se venera la imágen de Ntra. Sra. de Campanar, que se encontró escondida bajo de tierra en 1596, desde cuya época se la tiene gran devoción en toda la huerta y reino de Valencia [...] El 19 de febrero, aniversario del hallazgo de la Virgen, se celebra una fiesta y romería muy concurrida por los vec[inos] de toda la huerta. Hay 2 ermitas en el térm[ino] dedicadas á la Purísima Concepción y á la Adoración de los Santos Reyes; la primera sit[uada] en la Partida alta y la segunda en la denominada de Tendetes. Los vec[inos] se surten de algunos pozos y de las aguas de otras acequias que se toman del Turia [...] En su radio se encuentra 4 cas[eríos] titulados Partida del medio, id[em] del Pohuet, id[em] alta, id[em] de Tendetes; y por sus inmediaciones pasa el referido r[ío] Turia, que en sus avenidas le ocasiona pérdidas considerables: muchos campos han desaparecido ya, y otros quedan espuestos á igual catástrofe [...] El terreno es sumamente fértil, todo de huerta plantada de frondosas moreras, y se riega con algunas acequias que toman las aguas del Turia [...] principalmente las llamadas de Rascaña y Mestalla [...] Los caminos que conducen á Valencia, Paterna y demás pueblos comarcanos, son carreteros y se hallan en estado regular [...] Prod[ucción]: seda, trigo, maíz, melones, pimientos, muy buen cáñamo, hortalizas y legumbres; sostediendo [sic] al propio tiempo unas 200 cab[ezas] de ganado lanar, únicos que permiten los pocos baldíos de la pobl[ación]. Ind[ustria]: la agrícola, que se halla muy adelantada, y unos 8 molinos harineros, empezando también á establecerse unos grandes tornos para cerner la harina con máquina de agua [...] Pobl[ación]: 305 vec[inos], 1,614 alm[as].
Diccionario de Madoz

## Patrimonio

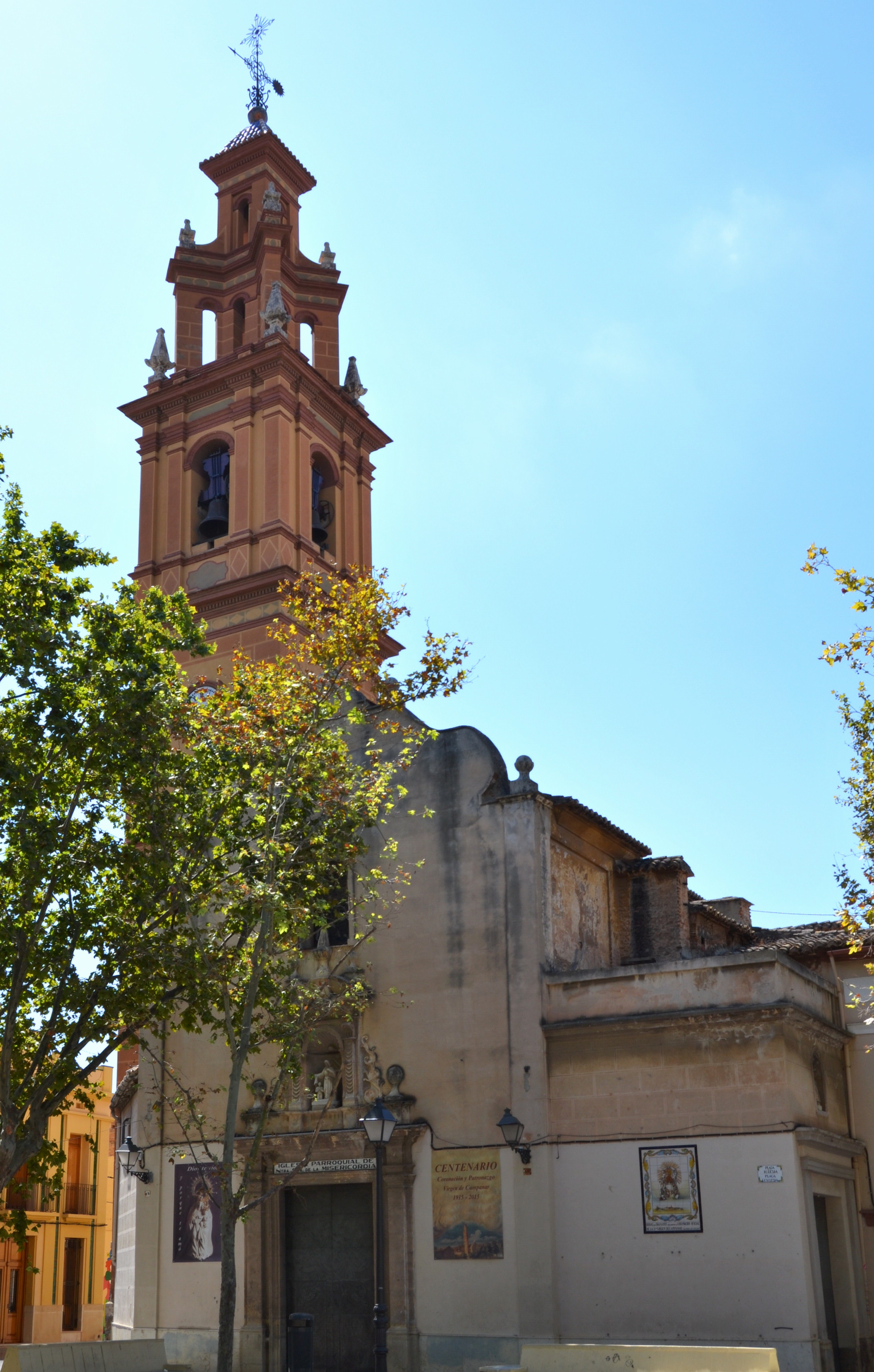
Campanar, iglesia de la Virgen de la Misericordia

### Patrimonio arquitectónico
- Arquitectura industrial: Chimenea en la calle Ball de la Ballestera: Chimenea del desaparecido Molino harinero de San Pablo situada en la plaza ajardinada.[15]

- Arquitectura tradicional: Molí del Sol: Arquitectónicamente es un edificio con las características constructivas de una alquería de finales del siglo XIX.[16]

### Patrimonio natural
- El pino de Can Calet: El pino de Can Calet de 180 años crecía en el distrito de Campanar siendo el último superviviente del antiguo pinar de Campanar.[17]
- Plaza Iglesia de Campanar: La emblemática plaza del barrio del Campanar.[18]

### Patrimonio religioso
- Iglesia de Nuestra Señora de la Misericordia: La parroquia fue fundada en 1507 sobre una antigua ermita.[19][20] Durante las obras de restauración de la Iglesia, fueron hallados restos arqueológicos.[21]

### Salud
- Antiguo Hospital de la Fe.[22]
- CETRADEC SL (Centro de Traumatología del Deporte y Columna).[23]

## Festividades

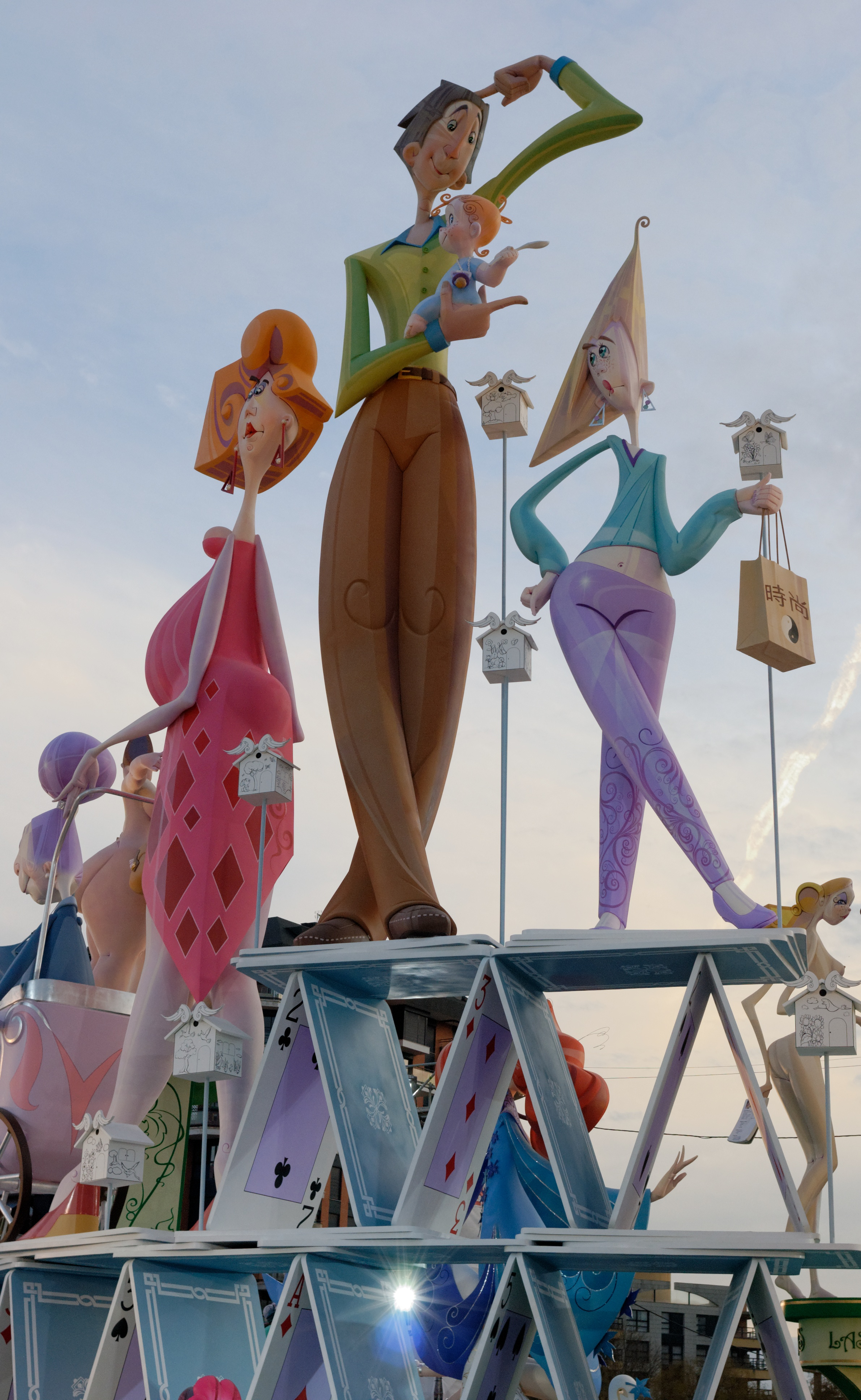
Falla Campanar de 2013

- Fiestas Virgen de Campanar: Se celebra el 19 de febrero diversos actos en honor a la patrona de Campanar.[24]
- Las Fallas: Durante el mes de marzo se celebra Las Fallas de Valencia en honor a San José. La comisión fallera Pediatra Jorge Comin-Serra Calderona, nombre oficial con el cual se registró en Junta Central Fallera y conocida popularmente como Falla Nou Campanar, fue una de las asociaciones falleras de la ciudad de Valencia, fundada en el año 2002 por un grupo de amigos y falleros.
- Mocadorà: El Forn de Manuela es un horno tradicional del barrio de Campanar que pertenece a la familia Rausell. Los dulces típicos del 9 de octubre, los realizan con materias primas de primera calidad y de manera artesanal.[25]

## Transportes
El acceso al distrito de Campanar se hace a través de diferentes líneas de transporte público:
- Autobús: las líneas C3, 62, 64, 67, 92, 94, 95, 98, L145A del EMT Valencia. [27]
- MetroValencia: las líneas 1, 2. [28]
- Taxis: la zona cuenta con varias paradas.[29]
- Valenbisi: la zona cuenta con varias estaciones para las bicicletas.[30]

Además, en Campanar podemos encontrar la Estación Centra de Autobuses de Valencia situada en la calle Menéndez Pidal, 11. Cubre con sus líneas la mayor parte de los pueblos de la provincia y las principales poblaciones de la Comunidad, además de líneas nacionales de servicio diario y numerosas líneas internacionales. 
Cuenta con los servicios de: 
Autobuses Jiménez, con destino a Calamocha o Zaragoza.
Bilman Bus, con destinos a Logroño, Vitoria, Bilbao, Santander / Tudela, Pamplona, Tolosa, San Sebastián, Irún.
Grupo-avanza, con destinos a Atalaya de Cañavate, Badajoz, Cáceres, Madrid, Madrid (aeropuerto), Mérida, Navalmoral de la Mata, Tarancón, Trujillo, Xeraco. 
Alsa, con destinos a Almería, Gandía, Denia, Granada, Sevilla, Alicante, Murcia, Barcelona, Benidorm, Cartagena, Elche, Málaga, Toulouse, Marsella, París.
Autocares grupo Samar, con destinos a Valencia, Jérica, Viver, Rubielos, Teruel, Monreal, Molina de Aragón, Alcolea, Guadalajara, Madrid. 
Hife, con destinos a Lleida, Castelló, Tortosa, Vinarós.
Autobuses Buñol, con múltiples destinos por toda la comunidad valenciana. 
La concepción, con destinos a La Costera, L`Olleria, Aielo Malferit, Ontinyent, Bocairent, Bañares.
Autocares Herca, con destinos a Montanejos, Segorbe, Moncada, Mareny Blau, El Perelló, Interior del Perellí, El Palmar, C.C. Alfafar, Montanejos, Puerto, Sagunto, Gaibiel, Almedijar, Fuente de la Reina. 
Travicoi, con destino a Alcoy.
Líneas internacionales:
Linebús
Eurolines
Starbus